# Maria Magdalena Mathsdotter
Maria Magdalena Mathsdotter, född den 21 mars 1835 i Dals socken, Ångermanland, död 31 mars 1873 i Nätra socken, var en svensk same och medborgarrättsaktivist. År 1864 initierade hon grundandet av skolor för samiska barn i Lappland.

## Biografi
Maria Magdalena Mathsdotter var dotter till Maths Pålsson och Magdalena Andersdotter. Under vintern 1864 reste färdades hon på skidor från vinterbeteslandet vid den ångermanländska kusten till Gävle och därifrån med postdiligens till Stockholm, där hon fick audiens hos kungen Karl XV. Hon fick flera möten med honom och även med drottning Lovisa och änkedrottningen Josefina. Hennes syfte var inrättandet av internatskolor för samiska barn i Lappland i stället för att de skulle skickas många mil bort från sina föräldrar för kristendomsundervisning. Hennes begäran bifölls och en förening, den så kallade Femöresföreningen, grundades för att finansiera en friskola i Vilhelmina socken. Även drottning Lovisa grundade en förening för syftet, Femöreföreningen till inrättande av barnhem i Lappland.
Maria Mathsdotters uppträdande i Stockholm 1864 väckte stort uppseende och omnämndes även i tyska, engelska, franska, holländska och schweiziska tidningar, där man också började agitera för insamlingar till dessa skolor. I Frankrike trycktes skriften La Laponie et Maria Mathsdotter som översattes till svenska 1866. Hennes initiativ uppfattades som ett bevis på djup och uppriktig religiös glöd och betraktades som ett föredöme.